# 程宗伊 (祥符)
程宗伊（？—？）河南省祥符县（今属开封市祥符区）人，清朝及中华民国政治人物。

## 生平
清朝光緒三十四年（1908年），遊學畢業貢士程宗伊获清廷給予進士出身。不久因考列优等，著以主事分部补用。
清朝宣统元年（1909年）至民国二年（1913年）任甘肃法政学堂教员（知县衔）。民国九年（1920年）出任甘肃省酒泉县知事。1921年，“據國務總理靳雲鹏呈，據護理甘肅省長陈誾咨呈，前酒泉縣知事程宗伊違法苛捐玩視功令及私製狀紙各情形，請交付懲戒等語。程宗伊著交文官高等懲戒委員會依法懲戒。此令。文官高等懲戒委員會委員長張國淦。”
甘肃省图书馆藏唐写本《妙法莲华经卷第六》（国家珍贵古籍名录02442号）有程宗伊的跋，是他在1921年任酒泉县知事时所作。